# Jeune Fille en buste
Jeune fille en buste est une œuvre du peintre néoclassique français Pierre-Narcisse Guérin réalisée en 1794 et exposée au Musée du Louvre. Une des premières œuvres de Guérin, elle traite le sujet de manière franche et directe. Guérin utilise l'ancien modèle de style Titus, coiffé à la mode antique. Le fond lisse, la simplicité du dessin et l’utilisation mesurée de la couleur sont caractéristiques du style néo-classique et de l'école de Jean-Baptiste Regnault et de David. L'œuvre a été acquise par le Louvre en 1978.